# Toleman
Toleman Motorsport war ein britisches Motorsport-Team, das vor allem in der Formel 2 und in der Formel 1 engagiert war. Toleman gewann mit einem selbst konstruierten Fahrzeug 1980 die Formel-2-Europameisterschaft. Im darauf folgenden Jahr debütierte das Team zusammen mit dem britischen Motorenhersteller Hart in der Formel 1. Bis 1985 nahm Toleman an 70 Großen Preisen teil und erreichte dabei 26 WM-Punkte, drei Podestplätze und eine Pole-Position. 1984 debütierte der spätere dreifache Weltmeister Ayrton Senna mit Toleman in der Formel 1. Ab 1986 wechselte das Team mehrfach den Eigentümer und die Bezeichnung. Es ist Vorläufer der Teams Benetton und Renault; zwischen 2010 und 2015 war es unter der Bezeichnung Lotus F1 Team in der Formel 1 engagiert.

## Gründung und Anfangsjahre
Toleman Motorsport wurde von Ted und Robert Toleman gegründet. Die Toleman-Brüder waren Erben eines 1926 etablierten Transportunternehmens, das im Auftrag von Ford UK neue  Personenkraftwagen von den Werksanlagen zu den Händlern beförderte. Ab den 1970er-Jahren engagierten sich Ted und Robert Toleman als Fahrer im Automobilsport; in der britischen Formel Ford 2000 traten beide gegeneinander an. Robert Toleman starb 1976 nach einem Rennunfall auf dem Snetterton Motor Racing Circuit, zwei Jahre später verunglückte Ted Toleman beim Training zum 24-Stunden-Rennen von Le Mans, bei dem er einen privaten Osella einsetzte, schwer. Nach dem Unfall beendete Ted Toleman seine aktive Rennfahrerkarriere.

## Toleman in der Formel 2
1978 erschien Toleman Motorsport erstmals mit Kundenfahrzeugen von Ralt in der Formel-2-Europameisterschaft. Das Team nutzte einen von Brian Hart konzipierten 2,0 Liter großen Vierzylinder-Saugmotor vom Typ Hart 420R, der in seinen Grundzügen auf dem Cosworth-BD-Motor basierte. In der Formel-2-Saison 1977 gewannen Autos mit Hart-Motoren zwei Rennen, 1978 waren es vier Siege. 1979 verpasste Brian Henton in Tolemans Ralt um einen Punkt den Gewinn der Formel-2-Meisterschaft. Im folgenden Jahr vollzog Toleman den Wechsel vom Kundenteam zum Hersteller: Rory Byrne und John Gentry konstruierten den auf den Hart-Motor zugeschnittenen Toleman TG280, der die Formel-2-Saison 1980 dominierte. Die Tolemanfahrer Henton und Derek Warwick wurden in diesem Jahr mit deutlichem Vorsprung vor der Konkurrenz Meister bzw. Vizemeister. 1981 führte das Team Docking Spitzley den Einsatz der Wagen in der Formel 2 fort und erhielt dabei Werksunterstützung. Weitere Toleman-Kunden waren Plygrange Racing sowie der Österreicher Jo Gartner, der in diesem Jahr ein privates Team unterhielt.

## Toleman in der Formel 1

### Vorbereitungen
1981 trat Toleman Motorsport erstmals in der Formel 1 an. Ted Toleman hatte bereits 1980 erkannt, dass die bislang in der Formel 1 überwiegend verwendeten Saugmotoren den jüngeren Turbomotoren unterlegen waren. Für den Formel-1-Einstieg suchte Toleman daher anders als andere kleine Teams wie Osella, RAM oder Theodore konsequent einen Turbomotor. Anfänglich hatte sich das Team um einen Turbomotor von Lancia bemüht; diese Versuche scheiterten indes früh. Stattdessen entschieden sich Ted Toleman und sein Teammanager Alex Hawkridge für eine Fortsetzung der Allianz mit Brian Hart, der bereits 1979 erste Entwicklungsarbeiten für einen Turbomotor unternommen hatte. Toleman finanzierte ab Herbst 1980 die Weiterentwicklung des als Hart 415T bezeichneten Motors, dessen Prototyp am 9. Dezember 1980 in einem modifizierten Toleman-Chassis einem ersten Test unterzogen wurde.

### 1981: Nur zwei Qualifikationen
Tolemans erstes Jahr in der Formel 1 war eine Aneinanderreihung von Misserfolgen. Das Team debütierte mit Derek Warwick und Brian Henton beim vierten Rennen der Saison, dem Großen Preis von San Marino, der zugleich das erste europäische Rennen des Jahres war. Bei zwölf Weltmeisterschaftsläufen, an denen Toleman in diesem Jahr teilnahm, scheiterten die Fahrer jeweils elfmal an der Qualifikation. Henton konnte sich nur für den Großen Preis von Italien qualifizieren, den er als 10. beendete; Warwick ging lediglich beim Großen Preis von Las Vegas im Oktober 1981 ins Rennen, schied aber aus. Die mangelnden Erfolge des Teams werden in der Literatur zumeist darauf zurückgeführt, dass Toleman mit einem vollständig neuen Turbomotor sowie den Pirelli-Reifen, deren Verwendung ebenfalls eine Neuerung war, überfordert war.

### 1982: Nichtqualifikationen und Ausfälle
Im zweiten Jahr des Teams wurde Brian Henton, der zu Arrows wechselte, durch den Italiener Teo Fabi ersetzt. Zur Saisonmitte hin zeigte sich eine Verbesserung der Wettbewerbsfähigkeit; die Zuverlässigkeit des Toleman-Hart war indes weiterhin ein Schwachpunkt des Pakets.
Zu den aus dem Vorjahr bekannten technischen Problemen kamen finanzielle Schwierigkeiten. Nachdem beide Fahrer beim zweiten Saisonrennen die Qualifikation verfehlt hatten, zog sich der bisherige Hauptsponsor Candy zurück. Toleman ließ die beiden nordamerikanischen Rennen im Frühjahr 1982 aus; als Grund hierfür wurden Transportprobleme angegeben. Das Team nutzte die Zeit, um das Einsatzfahrzeug grundlegend zu überarbeiten. Das nun TG181C genannte Fahrzeug war „deutlich wettbewerbsfähiger“ und ermöglichte den Fahrern ab Sommer 1982 fast immer die Rennteilnahme – es gab nachfolgend in dieser Saison nur noch zwei Nichtqualifikationen – und deutete darüber hinaus auch das Potential zu Spitzenleistungen an. Beim Großen Preis von Großbritannien lag Warwick einige Runden lang auf Position zwei, bevor ein Ventilschaden zur Aufgabe zwang. In Zandvoort fuhr Warwick mit dem TG181C die schnellste Runde des Rennens. Zählbare Ergebnisse ließen sich daraus indes nicht ableiten, da die Wagen nach wie vor sehr unzuverlässig waren. In der gesamten Saison gab es nur drei Zielankünfte.

### 1983: Erstmals Weltmeisterschaftspunkte

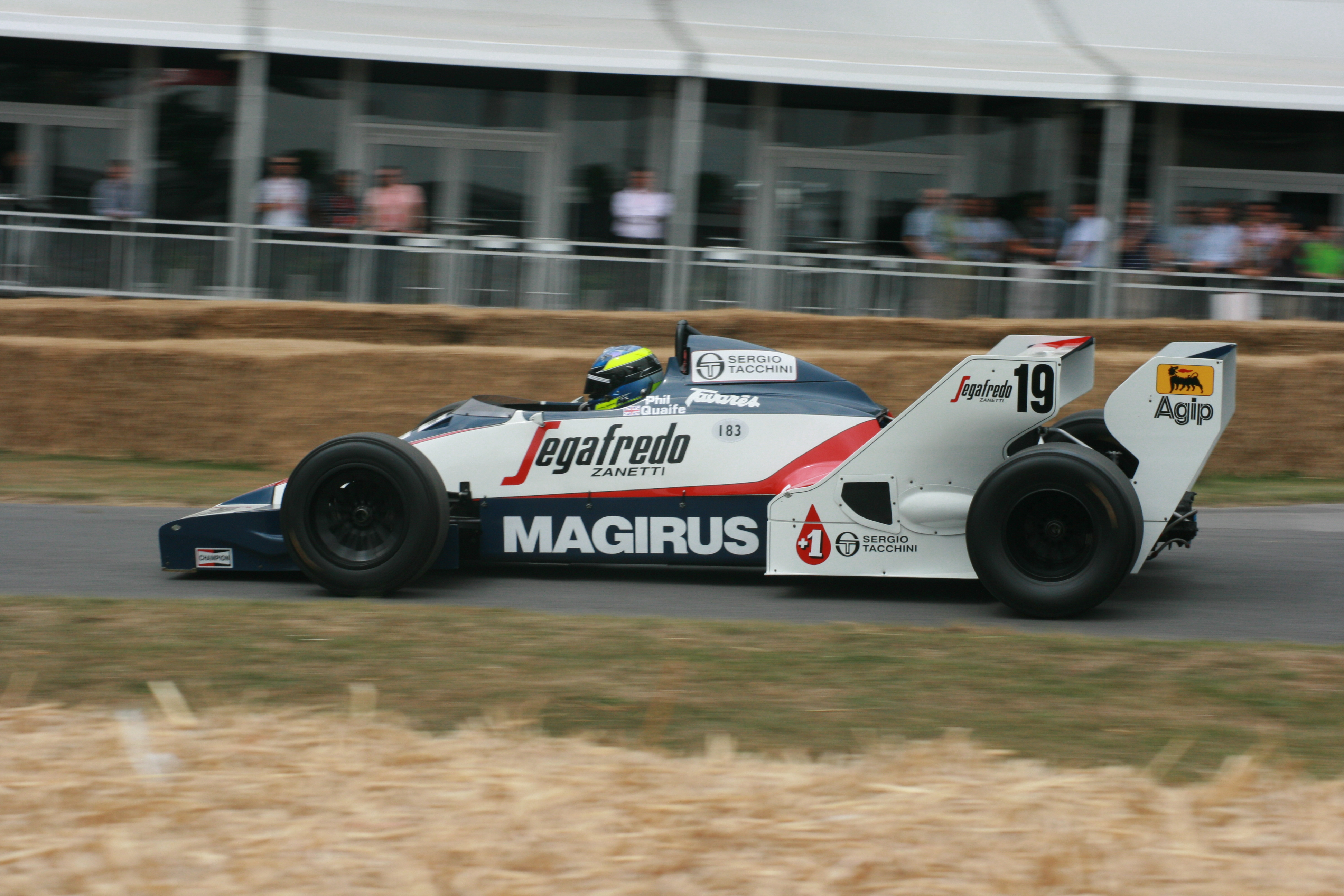
Toleman TG183

Erst in der zweiten Hälfte der Formel-1-Saison 1983 gelang es dem Toleman-Team, seine Fahrer in den Punkterängen zu positionieren. Warwick kam in den letzten vier Rennen des Jahres zweimal als Vierter und jeweils einmal als Fünfter und Sechster ins Ziel, sein Teamkollege Bruno Giacomelli wurde einmal Sechster. Derek Warwick erregte so allerdings die Aufmerksamkeit eines Spitzenteams und wechselte nach Saisonende zum Renault-Werksteam – als Nachfolger von Alain Prost, dem frischgebackenen Vizeweltmeister.

### 1984: Ayrton Senna

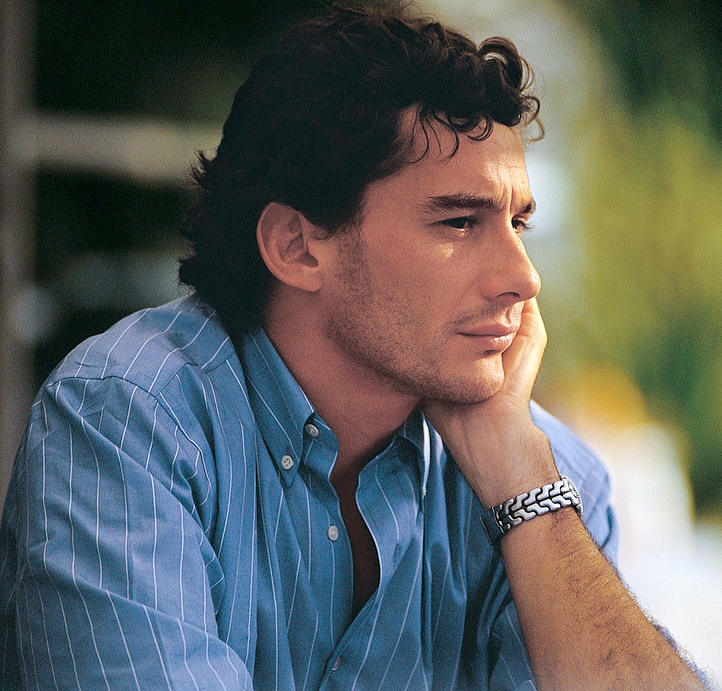
Debüt bei Toleman: Ayrton Senna

1984 wurde Tolemans bestes Jahr. Das Team erreichte 16 Weltmeisterschaftspunkte und belegte in der Endwertung Platz 7 der Konstrukteurswertung. In diesem Jahr beging Ayrton Senna bei Toleman seinen Formel-1-Einstand. Ein herausragendes Rennen war der verregnete Große Preis von Monaco, bei dem sich Senna einen Zweikampf mit Stefan Bellof lieferte und Versuche unternahm, den Führenden Alain Prost zu überholen. Bevor es zu einem Duell mit Prost kam, brach Rennleiter Jackie Ickx das Rennen wegen schlechter Witterungsbedingungen vorzeitig ab. Senna wurde Zweiter hinter Prost. Die meisten Beobachter gingen davon aus, dass Senna wenige Runden später die Führung von Prost übernommen hätte. Bis Saisonende erzielte Senna für das Team noch zwei weitere Podestplatzierungen.
Obwohl Senna mit Toleman einen bis 1986 gültigen Vertrag hatte, erhielt er nach diesem Rennen ein Angebot von Lotus-Teamchef Peter Warr für die Saison 1985. Sennas Vater kaufte ihn einige Monate später aus dem Toleman-Kontrakt frei, um einen Wechsel zu dem damaligen Top-Team zu ermöglichen. Toleman ließ Senna daraufhin beim Großen Preis von Italien nicht starten. An seiner Stelle fuhr Stefan Johansson, der ab dem folgenden Rennen das Auto des zuvor verunglückten Johnny Cecotto übernahm.

### 1985: Reifenprobleme und Verkauf
1985 bekam das Team große Probleme, einen Reifenausrüster zu finden und konnte erst antreten, als das Spirit-Team nach dem dritten Rennen der Saison (Großer Preis von San Marino) aus der Formel 1 ausstieg. Toleman übernahm die Pirelli-Reifen und konnte die Saison zu Ende fahren. Ende des Jahres wurde das Team vom Hauptsponsor Benetton übernommen, der dann ein eigenes Team gründete: Benetton Formula. Im Jahr 2000 wurde dieses Team wiederum von Renault gekauft und zur Saison 2002 in Renault F1 umbenannt.

## Formel-1-Ergebnisse
| Saison | Chassis             | Fahrer        | Nr. | 1   | 2   | 3    | 4   | 5   | 6    | 7   | 8   | 9   | 10  | 11  | 12  | 13  | 14  | 15  | 16  | Punkte | Rang |
| ------ | ------------------- | ------------- | --- | --- | --- | ---- | --- | --- | ---- | --- | --- | --- | --- | --- | --- | --- | --- | --- | --- | ------ | ---- |
| 1981   | TG181               |               |     |     |     |      |     |     |      |     |     |     |     |     |     |     |     |     |     | 0      | —    |
| 1981   | TG181               | B. Henton     | 35  |     |     |      | DNQ | DNQ | DNPQ | DNQ | DNQ | DNQ | DNQ | DNQ | DNQ | 10  | DNQ | DNQ |     | 0      | —    |
| 1981   | TG181               | D. Warwick    | 36  |     |     |      | DNQ | DNQ | DNPQ | DNQ | DNQ | DNQ | DNQ | DNQ | DNQ | DNQ | DNQ | DNF |     | 0      | —    |
| 1982   | TG181B TG181C TG183 |               |     |     |     |      |     |     |      |     |     |     |     |     |     |     |     |     |     | 0      | —    |
| 1982   | TG181B TG181C TG183 | D. Warwick    | 35  | DNF | DNQ | DNPQ | DNF | DNF | DNQ  |     |     | DNF | DNF | 15  | 10  | DNF | DNF | DNF | DNF | 0      | —    |
| 1982   | TG181B TG181C TG183 | T. Fabi       | 36  | DNQ | DNQ | DNQ  | NC  | DNF | DNPQ |     |     | DNQ | DNF | DNF | DNQ | DNF | DNF | DNF | DNF | 0      | —    |
| 1983   | TG183B              |               |     |     |     |      |     |     |      |     |     |     |     |     |     |     |     |     |     | 10     | 9.   |
| 1983   | TG183B              | D. Warwick    | 35  | 8   | DNF | DNF  | DNF | DNF | 7    | DNF | DNF | DNF | DNF | DNF | 4   | 6   | 5   | 4   |     | 10     | 9.   |
| 1983   | TG183B              | B. Giacomelli | 36  | DNF | DNF | 13   | DNF | DNQ | 8    | 9   | DNF | DNF | DNF | DNF | 8   | 8   | 6   | DNF |     | 10     | 9.   |
| 1984   | TG183B TG184        |               |     |     |     |      |     |     |      |     |     |     |     |     |     |     |     |     |     | 16     | 7.   |
| 1984   | TG183B TG184        | A. Senna      | 19  | DNF | 6   | 6    | DNQ | DNF | 2    | 7   | DNF | DNF | 3   | DNF | DNF | DNF |     | DNF | 3   | 16     | 7.   |
| 1984   | TG183B TG184        | S. Johansson  | 19  |     |     |      |     |     |      |     |     |     |     |     |     |     | 4   |     |     | 16     | 7.   |
| 1984   | TG183B TG184        | J. Cecotto    | 20  | DNF | DNF | DNF  | NC  | DNF | DNF  | 9   | DNF | DNF | DNQ |     |     |     |     |     |     | 16     | 7.   |
| 1984   | TG183B TG184        | P. Martini    | 20  |     |     |      |     |     |      |     |     |     |     |     |     |     | DNQ |     |     | 16     | 7.   |
| 1984   | TG183B TG184        | S. Johansson  | 20  |     |     |      |     |     |      |     |     |     |     |     |     |     |     | DNF | 11  | 16     | 7.   |
| 1985   | TG185               |               |     |     |     |      |     |     |      |     |     |     |     |     |     |     |     |     |     | 0      | —    |
| 1985   | TG185               | T. Fabi       | 19  |     |     |      | DNF | DNF | DNF  | 14  | DNF | DNF | DNF | DNF | 12  | DNF | DNF | DNF | DNF | 0      | —    |
| 1985   | TG185               | P. Ghinzani   | 20  |     |     |      |     |     |      |     |     |     |     | DNF |     | DNF | DNF | DNF | DNF | 0      | —    |